# Cametá (tiểu vùng)
Cametá là một tiểu vùng thuộc bang Pará, Brasil. Tiều vùng này có diện tích 16660 km², dân số năm 2007 là 353669 người.